# إدوارد كريستوفر وليامز
إدوارد كريستوفر وليامز (بالإنجليزية: Edward Christopher Williams)‏‏ (11 فبراير 1871 في كليفلاند، أوهايو - 29 ديسمبر 1929 ) أمين مكتبة، وروائي من الولايات المتحدة.